# Súng máy hạng nặng Type 92
Shiki 92 (九二式重機関銃, きゅうにしきじゅうきかんじゅう, Kyūnishiki jūkikanjū) là loại súng máy hạng nặng tiêu chuẩn của Lục quân Đế quốc Nhật Bản được đưa vào phục vụ năm 1932 và được quân đội Nhật và Mãn Châu sử dụng rộng rãi trong suốt Thế chiến thứ hai. Các khẩu súng bị thu giữ sau chiến tranh lại được quân đội của Trung Hoa dân quốc sử dụng rộng rãi trong nội chiến Trung Quốc và được Bắc Triều Tiên sử dụng trong chiến tranh Triều Tiên. Sở dĩ gọi là Shiki 92 bởi vì nó được đưa vào sử dụng năm 2592 theo lịch của Nhật Bản khi đó tức năm 1932 theo lịch quốc tế.

## Thiết kế
Shiki 92 trên thực tế là bản nâng cấp toàn diện của HMG Shiki 3 với cỡ đạn được tăng lên 7,7 mm với hệ thống làm mát bằng không khí giống như Shiki 3 cũng như cách nạp đạn và băng đạn giống như súng máy Hotchkiss M1914 nó có thể sử dụng loại đạn có vành và không có vành 7,7mm Shiki. Loại đạn 7,7mm Arisaka cũng có thể được sử dụng nếu cần thiết hay lúc hết các loại đạn chính. Tốc độ các viên đạn bắn ra có thể đạt 732 m/s, và có tốc độ quay 450 vòng/phút. Shiki 92 đôi khi được sử dụng làm súng phòng không hạng nhẹ trong mặt trận Thái Bình Dương. Loại súng này có tầm bắn xa nhất là 4.500 m nhưng đạt hiệu quả tốt nhất ở khoảng cách 800 m.
Loại súng này được thiết kế để bắn trên bệ chống 3 chân vào được sử dụng bởi một nhóm 3 người.
Một đặc tính của loại súng này khác với những loại súng cùng loại là điểm ruồi của nó được đặc hơi chếch về bên phải thay vì ngay chính giữa. Có rất nhiều công cụ ngắm bắn khác nhau được chế tạo cho các loại vũ khí này như kính tiềm vọng dành cho Shiki 93 và 94 cũng như ống nhắm dành cho Shiki 96. Và vòng ngắm lớn dùng để bắn máy bay cũng được chế tạo.

## Các quốc gia sử dụng
- Đế quốc Nhật Bản: Được sử dụng bởi IJA và các lực lượng cộng tác khác nhau.
- Trung Hoa Dân Quốc (1912–1949)
- Trung Quốc
- Indonesia
- Cộng hòa Dân chủ Nhân dân Triều Tiên
- Hàn Quốc: Được sử dụng bởi cảnh sát
- Mãn Châu Quốc: Nhằm thay thế Súng máy hạng nặng Type 3 nhưng không được cung cấp đủ số lượng.
- Philippines
- Trung Hoa Dân Quốc
- Việt Nam: Sử dụng bởi Mặt trận Việt Minh và Mặt trận Dân tộc Giải phóng miền Nam Việt Nam